# Igor Jakubčík
Igor Jakubčík (* 12. května 1967 Klatovy) je český politik, v letech 2013 až 2017 poslanec Poslanecké sněmovny PČR, v letech 2012 až 2016 zastupitel Plzeňského kraje, člen ČSSD.

## Život
Vystudoval gymnázium v Klatovech a později absolvoval obor ekonomika a management na Vysoké škole zemědělské v Praze (získal titul Bc.). V roce 2014 získal titul Mgr. Od roku 1997 až do roku 2009 soukromě podnikal, nyní působí jako technicko-ekonomický náměstek ředitele klatovské nemocnice.
Igor Jakubčík je ženatý a má dvě dcery.

## Politické působení
Do politiky vstoupil v roce 1998, když se stal členem ČSSD. V komunálních volbách v roce 1998 a komunálních volbách v roce 2002 neúspěšně kandidoval do Zastupitelstva města Klatovy. V únoru 2004 se však nakonec zastupitelem stal z pozice prvního náhradníka, a to když na mandát rezignoval Milan Ekert. Navíc byl zvolen radním města. V komunálních volbách v roce 2006 však opět nebyl zvolen. Do Zastupitelstva města Klatovy tak poprvé úspěšně kandidoval až v komunálních volbách v roce 2010, funkci zastával do voleb v roce 2014.
Do vyšší politiky vstoupil v roce 2012, když byl zvolen zastupitelem Plzeňského kraje. Působil rovněž jako člen Výboru regionální rady ROP Jihozápad. Ve volbách v roce 2016 se mu však nepodařilo obhájit mandát krajského zastupitele (skončil jako druhý náhradník).
V roce 2010 kandidoval v Plzeňském kraji za ČSSD na čtvrtém místě kandidátky ve volbách do Poslanecké sněmovny PČR. Strana sice v kraji získala tři mandáty, ale vlivem preferenčních hlasů skončil až na pozici třetího náhradníka. Poslancem se tak stal v lednu 2013, když na mandát rezignoval Václav Šlajs, který se chtěl plně věnovat práci náměstka hejtmana Plzeňského kraje (zároveň byli v říjnu 2012 zvoleni Jan Látka a Milada Emmerová senátory a na poslanecké mandáty tak museli rovněž rezignovat).
V podzimních volbách 2013 byl zvolen poslancem Poslanecké sněmovny PČR. V prosinci téhož roku se stal místopředsedou sněmovního výboru pro evropské záležitosti a členem petičního výboru (do 14. května 2014) a výboru pro zdravotnictví. Členem posledně jmenovaného byl do 26. března 2014, kdy přešel do výboru pro obranu.
Dne 20. června 2014 pobouřil Poslaneckou sněmovnu svým výrokem: „Katolická církev za druhé světové války netrpěla, byla jedním z největších spojenců nacistického Německa. Katolická církev schvalovala odsuny a vraždy Židů. Katolická církev pomáhala nacistickým zločincům při jejich odchodu do Jižní Ameriky”. Později se omluvil s tím, že celou věc paušalizoval, ale ohledně jednotlivců na svém výroku trvá.
Ve volbách do Poslanecké sněmovny PČR v roce 2017 obhajoval svůj poslanecký mandát za ČSSD v Plzeňském kraji, ale neuspěl.